# ماليكا سينغوبتا
ماليكا سينغوبتا ( (بالبنغالية: মল্লিকা সেনগুপ্ত) ، 1960–2011)؛ هي شاعرة بنغالية ، وناشطة نسوية، ورائدة اجتماعية تنحدر من مدينة كلكتا. 

## روابط خارجية
- ماليكا سينغوبتا وشعر الإدانة النسوية نسخة محفوظة 14 فبراير 2005 على موقع واي باك مشين. . (4 قصائد ثنائية اللغة)
- اللسان الذي لم يسبق له مثيل: الشعر الحديث للمرأة البنغالية، tr. أميتابها موكيرجي. Nandimukh samsad ، كولكاتا، 2005. (4 قصائد مع ترجمات، مقتطفات )